# Ballistic
Ballistic (ang. Ballistic: Ecks vs. Sever) – amerykański film sensacyjny z 2002 roku.

## Fabuła
Sever, była agentka DIA, porywa kilkuletniego syna wysokiego urzędnika państwowego. Władze, chcąc schwytać porywaczkę, zmuszają do współpracy Jeremiaha Ecksa, byłego agenta FBI, który wycofał się ze służby po śmierci żony.

## Główne role
- Antonio Banderas – Jeremiah Ecks
- Lucy Liu – Sever
- Gregg Henry – Clark/Robert Gant
- Talisa Soto – Rayne/Vinn Gant
- Sandrine Holt – Agent Bennett
- Ray Park – A. J. Ross